# Résolution 477 du Conseil de sécurité des Nations unies
Membres permanents
- Chine
- États-Unis
- France
- Royaume-Uni
- URSS

Membres non permanents
- Allemagne de l'Est
- Bangladesh
- Jamaïque
- Mexico
- Niger
- Norvège
- Philippines
- Portugal
- Tunisie
- Zambie

Résolution no 476 Résolution no 478
La Résolution 477 est une résolution du Conseil de sécurité de l'ONU qui a été votée le 30 juillet 1980 et qui recommande à l'Assemblée générale d'admettre comme nouveau membre des Nations unies le pays suivant : le Zimbabwe.

## Contexte historique
Le pays est admis à l'ONU le 25 août 1980,.

## Texte
- Résolution 477 Sur fr.wikisource.org
- Résolution 477 Sur en.wikisource.org